# نسيان ساره مارشال
نسيان ساره مارشال (بالإنجليزية: Forgetting Sarah Marshal) فيلم كوميديا رومنسية - دراما من عام 2008, أخرجه نيكولاس ستولير وبطولة جيسون سيغل، كريستين بيل، ميلا كونيس وراسل براند. كتب سيغل قصة الفيلم وانتجه جود أباتاو. بدأ التصوير في أبريل 2007 في «منتجع تيرتل باي ريزورتس» في هاواي. عرض الفيلم في أمريكا الشمالية في 18 أبريل، 2007 وعرض بعدها باسبوع في المملكة المتحدة 25 أبريل، 2008.
تتمحور القصة حول بيتير بريتير (جيسون سيغل), مؤلف موسيقي لمسلسل تلفزيوني تظهر فيه حبيبته ساره مارشال (كريستين بيل) في دور البطولة. بعد علاقة دامت خمس سنين ساره تقطع علاتقتها معهُ. متأثراً بما حصل يقرر بيتير الذهاب في إجازة إلى هاواي، محاولا نسيان ماحصل، شاءت الصدفة ان يلتقي بحبيبته السابقة في هاواي التي ذهبت إلى هناك بإجازة مع حبيبها الجديد.

## طاقم التمثيل
- جيسون سيغل بدور بيتير بريتير: المؤلف الموسيقي لمسلسل الجرائم: مسرح الجريمة. بجانب ذلك يعمل بيتير على تأليف اوبيرا غنائية مبنية على قصة دراكولا.
- كريستين بيل بدور ساره مارشال: ممثلة مشهورة وبطلة مسلسل مسرح الجريمة. واعدت بيتير سابقاً وتركته لاجل مغني موسيقى الروك الدوس سنو.
- ميلا كونيس بدور رايتشيل جينسين: موظفة الاستقبال في المنتجع.
- راسل براند بدور الدوس سنو: مغني موسيقى الروك. وحبيب ساره مارشال الجديد.
- بيل هادر بدور براين بيتر: اخ بيتر غير الشقيق.
- جونا هيل بدور ماثيو فان دير ويك: نادل يعمل في المنتجع وهو معجب بالدوس.
- ليز كاكاوسكي بدور ليز بريتير: زوجة برايان.
- دافين مكدونالد بدور دواين: نادل في حانة المنتجع.
- جاك مكبراير بدور دالراد برادين: نزيل في النتجع.
- ماريا ثراير بدور وايوما برادين: زوجة دالراد برادين.
- بول رود بدور تشاك / كونو: راكب الامواج في المنتجع.
- جيسون بيتمان بدور المحقق الذي يظهر في مسلسل ساره.
- ويليام بالدوين بدور نفسه / المحقق هانتر راش: المحقق الذي يظهر في مسلسل ساره.
- برانسكوم ريتشموند بدور كيوكي: النادل الذي يضرب بيتير.
- كريستين ويج بدور برانا: مدربة اليوغا.

## الجوائز والترشيحات
رشح فيلم نسيان ساره مارشال لخمس جوائز اختيار المراهقين لكنه لم يفز باي من الترشيحات. وكانت الترشيحات لـ:
- أفضل اداء ممثلة - فيلم: كريستين بيل.
- أفضل اداء ممثلة - فيلم: ميلا كونيس.
- أفضل اداء ممثل - فيلم: جيسون سيغل.
- أفضل فيلم كوميديا-رومنسية.
- أفضل ممثلة في فيلم كوميدي: كريستين بيل.

في مهرجان الكوميديا يقدم: أفضل فيلم كوميدي لسنة 2008 على قناة "TBS", اختير فيلم نسيان ساره مارشال كأفضل فيلم كوميدي لعام 2008.

## وصلات خارجية
- الموقع الرسمي
- نسيان ساره مارشال على موقع IMDb (الإنجليزية)
- نسيان ساره مارشال على موقع ميتاكريتيك (الإنجليزية)
- نسيان ساره مارشال على موقع الموسوعة البريطانية (الإنجليزية)
- نسيان ساره مارشال على موقع روتن توميتوز (الإنجليزية)
- نسيان ساره مارشال على موقع نتفليكس (الإنجليزية)
- نسيان ساره مارشال على موقع قاعدة بيانات الأفلام العربية
- نسيان ساره مارشال على موقع ألو سيني (الفرنسية)
- نسيان ساره مارشال على موقع Turner Classic Movies (الإنجليزية)
- نسيان ساره مارشال على موقع أول موفي (الإنجليزية)
- نسيان ساره مارشال على موقع بوكس أوفيس موجو (الإنجليزية)